# Tritomaria koreana
Tritomaria koreana là một loài Rêu trong họ Jungermanniaceae. Loài này được Bakalin, S.-S. Choi & B.Y. Sun mô tả khoa học đầu tiên năm 2009.